# Governo do Acordo Nacional
Governo do Acordo Nacional ou Governo de União Nacional é um governo provisório proposto para a Líbia formado sob os termos do Acordo Político Líbio, que foi assinado em 17 de dezembro de 2015. O acordo foi endossado unanimemente pelo Conselho de Segurança das Nações Unidas e foi recebido com a formação de um Conselho Presidencial para a Líbia e que reconheceu que o Governo do Acordo Nacional será o único governo legítimo da Líbia. 
Foi um governo no exílio baseado em Túnis de 12 de março de 2016 até 30 de março (data em que foi instalado em Trípoli), formado sob a égide das Nações Unidas a fim de solucionar a Segunda Guerra Civil Líbia.
Em 31 de dezembro de 2015, o presidente da Câmara dos Representantes da Líbia, Aguila Saleh Issa havia declarado seu apoio ao Acordo Político Líbio.
O Governo do Acordo Nacional possuiria 17 ministros e seria liderado pelo primeiro-ministro designado Fayez al-Sarraj. A primeira reunião do gabinete do Governo do Acordo Nacional ocorreu em 2 de janeiro de 2016, em Túnis. Um gabinete completo constituído por 32 ministros foi anunciado em 19 de janeiro de 2016.
Em 25 de janeiro, a Câmara dos Representantes se recusou a conceder a sua confiança ao novo governo e al-Sarraj apresenta, portanto, a sua resignação e a de seu governo. No dia seguinte, ele anuncia a formação de um novo governo dentro de dez dias.
Em 14 de fevereiro, um novo governo de dezoito membros é proposto e no dia 12 de março toma posse. Esse governo foi empossado sem um voto de confiança, o que não poderia ocorrer, no entanto,  justifica a sua legitimidade por uma petição assinada por uma maioria de membros da Câmara dos Representantes e é apoiado pela França, Estados Unidos, Alemanha, Itália e Reino Unido.
Em 17 de março de 2016 o Parlamento de Trípoli rejeitou a declaração de início de mandato do governo de união nacional.. Em 19 do mesmo mês, foi a vez do governo de Tobruque rejeitar.
O primeiro-ministro da Governo do Acordo Nacional, Fayez al-Sarraj, e seis outros membros do Conselho Presidencial e do gabinete proposto chegaram a Trípoli em 30 de março de 2016. No dia seguinte, foi relatado que este governo assumiu o controle dos primeiros gabinetes ministeriais e que o primeiro-ministro do Governo de Salvação Nacional Khalifa al-Ghawi havia fugido para Misrata.
Depois de março de 2016, o conflito entre os dois parlamentos rivais, a Câmara dos Representantes da Líbia e o Congresso Geral Nacional, se intensificou.  Apesar de apoiá-la anteriormente, a Câmara dos Representantes retirou seu reconhecimento do Governo do Acordo Nacional votando contra o mesmo no verão de 2016 e se tornando seu rival para governar o país.  Embora fosse apoiado apenas por partes do Congresso Geral Nacional e sem a aprovação formal da Câmara dos Representantes, que convocou novas eleições a serem realizadas até fevereiro de 2018,  o Governo do Acordo Nacional prosseguiu sendo reconhecido pelas Nações Unidas como governo legítimo da Líbia. 
De 2015 a 2016, o Governo do Acordo Nacional lutou para afirmar sua autoridade e não teve sucesso em unificar a Líbia. A viabilidade final do Governo do Acordo Nacional era incerta, uma vez que o país permaneceu muito dividido em linhas políticas, tribais e ideológicas. 
Em 10 de março de 2021, a Câmara dos Representantes aprovou formalmente a formação de um Governo de Unidade Nacional liderado por Mohamed al-Menfi como presidente do Conselho Presidencial e Abdul Hamid Dbeibeh como Primeiro-Ministro com o objetivo de unificar o Governo do Acordo Nacional com o governo rival baseado em Tobruk. 
- Wikinotícias